# 螣蛇增十二
仙女座18，又名BD+49 4180，HD 222304、SAO 35642、HR 8967，是仙女座的一颗恒星，视星等为5.3，位于銀經111.34，銀緯-10.77，其B1900.0坐标为赤經23h 34m 17.4s，赤緯+49° -10.77′ 4″。